# Mycetochara flavipes
Mycetochara flavipes är en skalbaggsart som först beskrevs av Fabricius 1793.  Mycetochara flavipes ingår i släktet Mycetochara, och familjen svartbaggar. Arten är reproducerande i Sverige.